# Када'ан (син Уґедея)
Када'ан (більш відомий як Кадан) (*між 1205 та 1209 — після 1260) — монгольський військовий та політичний діяч часів Середньовіччя, учасник Західного походу, прихильник Хубілая. В низці досліджень його плутають з другим сином Уґедея — Коданом (Годаном), а також двоюрідним братом Каданом (або Кайданом), сином Чаґатая.

## Життєпис

### Молоді роки
Походив з роду Чингізидів, тобто за термінологією староруських літописів його можна називати ординським царевичем, а враховуючи його претензії на верховну владу в Орді, а також билинну термінологію — ординським (татарським) царем. Був шостим сином Уґедея, онуком Чингізхана, першого ординського (татарського) царя, засновника царства Ординського (Татарського). Його матір'ю була наложниця Еркіне. Када'ан виховувався в ставці свого стрийка Чаґатая. Першого військового досвіду набув під час військової кампанії монголів 1231–1234 років проти держави чжурчженів Цзінь. У 1235 році був учасником великого курултая, де обговорювалися плани походу на Захід.

### Похід на Захід
В 1236–1237 роках брав участь у походах проти башкирів, Волзької Булгарії, буртасів, мордви. У 1237–1238 роках Када'ан відзначився під час походу на Північну Русь, де особливо звитяжив при захоплені Рязані, Володимира-на-Клязьмі, Стародуба, Городець-Радилова, Костроми, а також у битві при Коломні. На зворотному шляху Када'ан разом з Бурі рухався на схід основних сил, пройшовши по Рязанському князівству вдруге за час монгольського походу. На самому початку травня 1238 року загони на чолі з Када'аном й Бурі підійшли під Козельськ, який монголи тривалий час (7 тижнів) облягали. Внаслідок рішучих дій Кадана місто було захоплено за 3 дні.
Наприкінці 1238 року Када'ан разом з Мунке підкорив черкесів в західній частині Північного Кавказу. У 1239 році разом з Ґуюком, Мунке та Бурі здійснив похід проти Муромського князівства, також були спустошені землі Нижнього Новгорода та мордви. Взимку 1239–1240 року Када'ан разом з Мунке, Бурі і Ґуюком брав участь у 3-місячної облозі Мінкаса, що закінчилася штурмом і сплюндруванням. У 1240 році відзначився під час захоплення Києва. Його ставка розташовувалася на території сучасної Оболоні.
Після поділу військ на Волині, коли за батьківським наказом пішов до Монголії зведений брат Када'ана — Гуюк — сам Када'ан разом з Субедеєм і Бату за 3 дні захопив Галич. Після цього загін Када'ана відокремився від сил Субедея і Бату, й разом з силами Бурі пройшов Болохівською землею без втрат. Її знать та простолюд погодилися сплачувати хлібну данину. Після цього подолав Карпати, вдерся до Угорщини, де рухався найпівденнішим маршрутом.
Після цього вийшов до північної Угорщини, де незабаром Када'аном було захоплено угорські міста Арад, Вараждин, Перег, Егрес, Дьюлафехервар, Темешвар. Після цього брав участь у битві на річці Шайо, де були розбиті угорські війська. Када'ан отримав наказ наздогнати й схопити короля Белу IV. Слідом за цим Чанатаїд рушив на південний захід, де захопив Хорватію, сплюндрувавши місто Загреб. Завдяки швидким діям зайняв Далмацію, загони Када'ана захопили Спалато (сучасний Спліт) та пограбували місто Котор. Спроба зайняти Дубровник (Рагузу) виявилася марною внаслідок відсутності у монголів флоту або якихось суден.
У квітні 1242 року Када'ан намагався захопити фортецю Кліс, але невдало. Невдовзі, отримавши звістку про смерть свого батька та великого хана Уґедея, за рішенням військової наради повернув на схід для участі. На зворотньому шляху пройшов через Сербське королівство, де переміг військо короля Стефана Владислава I, пограбувавши країну. В Болгарії з'єднався з Бату та Субедеєм, з якими сплюндрував це царство.

### Останні роки
1246 року брав участь у великому курултаї монголів в Каракорумі, де підтримав свого брата Ґуюка. У боротьбі, що розпочалася між Ґуюком та Бату, не підтримував жодної сторони. У 1251 році Када'ан підтримав кандидатуру Мунке на трон великого хана. Під час чвари Хубілая і Аріг-Бугою виступив на боці першого. У 1260 році Када'ан брав участь у курултаї в Кайпіні, де оголошено великим ханом Хубілая. Наприкінці того ж року завдав поразки під Сіляном (в північно-західному Китаї) війську прихильника Аріг-Буги — Аландара, якого захопив і стратив. Про подальшу долю немає відомостей.

## У легендах
Є головним героєм руської билини «Калин-цар».